# Aeroportul Municipal Russell
Aeroportul Municipal Russell (IATA: RSL, ICAO: KRSL, FAA LID: RSL) este un aeroport din Kansas, Statele Unite ale Americii.
Situat la o altitudine de 567,9948 m, aeroportul dispune de 2 piste.

## Infrastructură

### Piste
Aeroportul dispune de 2 piste. Pista 03/21 are suprafața de Iarbă și dimensiunile 1.602 picioare × 300 picioare. Pista 17/35 are suprafața de beton și dimensiunile 5.000 picioare × 75 picioare. 